# Oocassida
Oocassida – rodzaj chrząszczy z rodziny stonkowatych i podrodziny tarczykowatych.
Chrząszcze te mają owalne w zarysie i równomiernie wysklepione w profilu ciało. Głowa ma pozbawioną podłużnego żeberka przez środek wargę górną. Brzegi przedplecza i pokryw są rozpłaszczone. Kąty boczne przedplecza są ostro zaznaczone. Na spodzie przedplecza występują długie, głębokie, mogące pomieścić całe czułki rynienki, ciągnące się od obu stron głowy. Pokrywy są u nasady tak szerokie jak przedplecze lub niewiele od niego szersze. Ich rozpłaszczone boki są wąskie i podgięte. Na powierzchni pokryw obecne jest grube i mniej lub bardziej regularne punktowanie. Odnóża środkowej pary nie mają guzków wierzchołkowych na spodniej krawędzi ud. Stopy mają ostatni segment niezmodyfikowany.
Przedstawiciele rodzaju zamieszkują Algierię, Tunezję, Afrykę Subsaharyjską, Iran, Pakistan, Nepal, Indie, Sri Lankę i Bangladesz.
Takson ten wprowadzony został w 1897 roku przez Juliusa Weise. Zalicza się do niego 5 opisanych gatunków:
- Oocassida ceylonica Weise, 1901
- Oocassida cruenta (Fabricius, 1792)
- Oocassida obscura (Fabricius, 1792)
- Oocassida pudibunda (Boheman, 1856)
- Oocassida schultzei Spaeth, 1917
- Oocassida tunisiensis (Boheman, 1854)